# Кубок володарів кубків 1996—1997
Кубок володарів кубків 1996—1997 — 37-й сезон Кубка володарів кубків УЄФА, європейського клубного турніру для переможців національних кубків. 
Перемогу в турнірі святкувала іспанська «Барселона», перемігши у фіналі попереднього тріумфатора турніру — французький «Парі Сен-Жермен». Ця перемога стала для каталонців четвертою, рекордною серед усіх клубів у Кубку володарів кубків.

## Учасники
| №п/п | Клуб                      | Турнір                                     |
| ---- | ------------------------- | ------------------------------------------ |
| 1    | «Парі Сен-Жермен»         | Володар Кубка володарів кубків 1995—1996   |
| 2    | «Фіорентіна»              | Володар Кубка Італії 1995—1996             |
| 3    | «Нім»                     | Фіналіст Кубка Франції 1995—1996           |
| 4    | «Барселона»               | Фіналіст Кубка Іспанії 1995—1996           |
| 5    | «Кайзерслаутерн»          | Володар Кубка Німеччини 1995—1996          |
| 6    | ПСВ                       | Володар Кубка Нідерландів 1995—1996        |
| 7    | «Бенфіка»                 | Володар Кубка Португалії 1995—1996         |
| 8    | «Ліверпуль»               | Фіналіст Кубка Англії 1995—1996            |
| 9    | «Серкль»                  | Фіналіст Кубка Бельгії 1995—1996           |
| 10   | АЕК (Афіни)               | Володар Кубка Греції 1995—1996             |
| 11   | «Локомотив» (Москва)      | Володар Кубка Росії 1995—1996              |
| 12   | «Галатасарай»             | Володар Кубка Туреччини 1995—1996          |
| 13   | «Орхус»                   | Володар Кубка Данії 1995—1996              |
| 14   | «Штурм»                   | Володар Кубка Австрії 1995—1996            |
| 15   | АІК                       | Володар Кубка Швеції 1995—1996             |
| 16   | «Сьйон»                   | Володар Кубка Швейцарії 1995—1996          |
| 17   | «Спарта»                  | Володар Кубка Чехії 1995—1996              |
| 18   | «Гарт оф Мідлотіан»       | Фіналіст Кубка Шотландії 1995—1996         |
| 19   | «Бранн»                   | Фіналіст Кубка Норвегії 1995               |
| 20   | «Нива» (Вінниця)          | Фіналіст Кубка України 1995—1996           |
| 21   | Будапешт Гонвед           | Володар Кубка Угорщини 1995—1996           |
| 22   | «Глорія»                  | Фіналіст Кубка Румунії 1995—1996           |
| 23   | «Рух»                     | Володар Кубка Польщі 1995—1996             |
| 24   | «Хапоель» (Рішон-ле-Ціон) | Фіналіст Кубка Ізраїлю 1995—1996           |
| 25   | АЕК (Ларнака)             | Фіналіст Кубка Кіпру 1995—1996             |
| 26   | «Вараждин»                | Фіналіст Кубка Хорватії 1995—1996          |
| 27   | «Універсітате»            | Володар Кубка Латвії 1996                  |
| 28   | «Хемлон»                  | Володар Кубка Словаччини 1995—1996         |
| 29   | «Олімпія»                 | Володар Кубка Словенії 1995—1996           |
| 30   | «Динамо» (Батумі)         | Фіналіст Кубка Грузії 1995—1996            |
| 31   | КР                        | Володар Кубка Ісландії 1995                |
| 32   | МюПа                      | Володар Кубка Фінляндії 1995               |
| 33   | «Левські»                 | Фіналіст Кубка Болгарії 1995—1996          |
| 34   | МПКЦ                      | Володар Кубка Білорусі 1995—1996           |
| 35   | «Гленторан»               | Володар Кубка Північної Ірландії 1995—1996 |
| 36   | «Слога Югомагнат»         | Володар Кубка Македонії 1995—1996          |
| 37   | «Конструктурул»           | Володар Кубка Молдови 1995—1996            |
| 38   | «Шелбурн»                 | Володар Кубка Ірландії 1995—1996           |
| 39   | «Валетта»                 | Володар Кубка Мальти 1995—1996             |
| 40   | «Кареда»                  | Володар Кубка Литви 1995—1996              |
| 41   | «Фламуртарі»              | Фіналіст Кубка Албанії 1995—1996           |
| 42   | «Уніон»                   | Володар Кубка Люксембургу 1995—1996        |
| 43   | «ГБ Торсгавн»             | Володар Кубка Фарерських островів 1995     |
| 44   | «Вадуц»                   | Володар Кубка Ліхтенштейну 1995—1996       |
| 45   | «Ллансантфрайд»           | Володар Кубка Уельсу 1995—1996             |
| 46   | «Котайк»                  | Фіналіст Кубка Вірменії 1995—1996          |
| 47   | «Таллінна Садам»          | Володар Кубка Естонії 1995—1996            |
| 48   | «Црвена Звезда»           | Володар Кубка Югославії 1995—1996          |
| 49   | «Карабах»                 | Фіналіст Кубка Азербайджану 1995—1996      |

## Кваліфікаційний раунд
| Команда 1          | Заг.           | Команда 2               | 1-й матч | 2-й матч |
| ------------------ | -------------- | ----------------------- | -------- | -------- |
| МПКЦ (Мозир)       | 2:3            | КР (Рейк'явік)          | 2:2      | 0:1      |
| Шелбурн            | 2:5            | Бранн                   | 1:3      | 1:2      |
| Ллансантфрайд      | 1:6            | Рух (Хожув)             | 1:1      | 0:5      |
| Будапешт Гонвед    | 2:0            | Слога Югомагнат         | 1:0      | 1:0      |
| Вартекс            | 5:1            | Уніон (Люксембург)      | 2:1      | 3:0      |
| Університет (Рига) | 2:2 (2:4 пен.) | Вадуц                   | 1:1      | 1:1 (дч) |
| Ґленторан          | 1:10           | Спарта (Прага)          | 1:2      | 0:8      |
| Динамо (Батумі)    | 9:0            | ГБ Торсгавн             | 6:0      | 3:0      |
| Садам (Таллінн)    | 2:2 (ч)        | Нива (Вінниця)          | 2:1      | 0:1      |
| Хемлон (Гуменне)   | 3:0            | Фламуртарі              | 1:0      | 2:0      |
| Сьйон              | 4:2            | Кареда (Шяуляй)         | 4:2      | 0:0      |
| Олімпія (Любляна)  | 1:1 (4:3 пен.) | Левскі                  | 1:0      | 0:1 (дч) |
| Црвена Звезда      | 1:1 (ч)        | Гарт оф Мідлотіан       | 0:0      | 1:1      |
| Карабах (Агдам)    | 1:2            | МюПа-47                 | 0:1      | 1:1 (дч) |
| Котайк (Абовян)    | 1:5            | АЕК (Ларнака)           | 1:0      | 0:5      |
| Конструкторул      | 3:3 (ч)        | Хапоель (Рішон-ле-Ціон) | 1:0      | 2:3      |
| Валетта            | 2:4            | Глорія (Бистриця)       | 1:2      | 1:2      |

## Перший раунд
| Команда 1          | Заг.    | Команда 2         | 1-й матч | 2-й матч |
| ------------------ | ------- | ----------------- | -------- | -------- |
| Нім                | 5:2     | Будапешт Гонвед   | 3:1      | 2:1      |
| Штурм (Грац)       | 3:3 (ч) | Спарта (Прага)    | 2:2      | 1:1      |
| Барселона          | 2:0     | АЕК (Ларнака)     | 2:0      | 0:0      |
| Конструкторул      | 0:5     | Галатасарай       | 0:1      | 0:4      |
| Кайзерслаутерн     | 1:4     | Црвена Звезда     | 1:0      | 0:4 (дч) |
| МюПа-47            | 1:4     | Ліверпуль         | 0:1      | 1:3      |
| Сьйон              | 6:0     | Нива (Вінниця)    | 2:0      | 4:0      |
| Орхус              | 1:1 (ч) | Олімпія (Любляна) | 1:1      | 0:0      |
| Серкль Брюгге      | 3:6     | Бранн             | 3:2      | 0:4      |
| КР (Рейк'явік)     | 1:2     | АІК (Стокгольм)   | 0:1      | 1:1      |
| Бенфіка            | 5:1     | Рух (Хожув)       | 5:1      | 0:0      |
| АЕК (Афіни)        | 3:1     | Хемлон (Гуменне)  | 1:0      | 2:1      |
| Глорія (Бистриця)  | 1:2     | Фіорентина        | 1:1      | 0:1      |
| Динамо (Батумі)    | 1:4     | ПСВ Ейндговен     | 1:1      | 0:3      |
| Вадуц              | 0:7     | Парі Сен-Жермен   | 0:4      | 0:3      |
| Локомотив (Москва) | 2:2 (ч) | Вартекс           | 1:0      | 1:2      |

## Другий раунд
| Команда 1         | Заг. | Команда 2          | 1-й матч | 2-й матч |
| ----------------- | ---- | ------------------ | -------- | -------- |
| Сьйон             | 4:8  | Ліверпуль          | 1:2      | 3:6      |
| Нім               | 2:3  | АІК (Стокгольм)    | 1:3      | 1:0      |
| Фіорентина        | 3:2  | Спарта (Прага)     | 2:1      | 1:1      |
| Олімпія (Любляна) | 0:6  | АЕК (Афіни)        | 0:2      | 0:4      |
| Бранн             | 4:3  | ПСВ Ейндговен      | 2:1      | 2:2      |
| Барселона         | 4:2  | Црвена Звезда      | 3:1      | 1:1      |
| Бенфіка           | 4:2  | Локомотив (Москва) | 1:0      | 3:2      |
| Галатасарай       | 4:6  | Парі Сен-Жермен    | 4:2      | 0:4      |

## Чвертьфінали
| Команда 1       | Заг. | Команда 2       | 1-й матч | 2-й матч |
| --------------- | ---- | --------------- | -------- | -------- |
| Бенфіка         | 1:2  | Фіорентина      | 0:2      | 1:0      |
| Парі Сен-Жермен | 3:0  | АЕК (Афіни)     | 0:0      | 3:0      |
| Бранн           | 1:4  | Ліверпуль       | 1:1      | 0:3      |
| Барселона       | 4:2  | АІК (Стокгольм) | 3:1      | 1:1      |

## Півфінали
| Команда 1       | Заг. | Команда 2  | 1-й матч | 2-й матч |
| --------------- | ---- | ---------- | -------- | -------- |
| Барселона       | 3:1  | Фіорентина | 1:1      | 2:0      |
| Парі Сен-Жермен | 3:2  | Ліверпуль  | 3:0      | 0:2      |

## Фінал
| 14 травня 1997 |

| Барселона          | 1:0      | Парі Сен-Жермен |
| ------------------ | -------- | --------------- |
| Роналду 37' (пен.) | Протокол |                 |

| Феєнорд, Роттердам Глядачів: 52 000 Арбітр: Маркус Мерк |

| Володар Кубка володарів кубків 1996—1997 |
| ---------------------------------------- |
| Іспанія                                  |
| «Барселона» 4-й титул                    |